# Calamagrostis carchiensis
Calamagrostis carchiensis là một loài cỏ thuộc họ Poaceae.
Loài này chỉ có ở Ecuador.